# ミハイロ・コヴァル
ミハイロ・ヴォロディミロヴィチ・コヴァル (ウクライナ語: Михайло Володимирович Коваль) は、ウクライナの軍人。

## 経歴
1979年、カームヤネツィ＝ポジーリシキー高等軍事工学司令部学校を卒業し、ソ連空挺軍にて軍務を開始する。1987年から1990年までM.V.フルンゼ陸軍士官学校に在学した。1995年から1997年の間、ウクライナ軍事アカデミーで作戦戦略について学んだ。
1997年から1999年の間、第30親衛戦車師団長を務めた。
1999年から2001年の間、第13軍団参謀長兼第一副司令官を務めた。
2001年から2002年の間、ウクライナ国内軍司令部参謀長兼第一副司令官を務めた。
2002年から2003年の間、ウクライナ国家国境警備委員会第一副委員長兼ウクライナ国境警備隊司令官を務めた。
2003年から2011年まで、ウクライナ国家国境庁第一副長官および人事部長を務めた。
2011年から2014年まで、ウクライナ国家国境庁人事部長を務めた。
2014年ウクライナ紛争初期、コヴァルはヤルタ近郊でロシア軍に誘拐されたが、同日中に所在が判明、交渉が行われ解放された。
2014年3月25日から2014年7月3日までウクライナ国防大臣代行を務めた。
2014年4月2日から同年7月5日まで、ウクライナ国家安全保障・国防会議のメンバー。
2014年7月3日から2021年7月27日まで、ウクライナ国家安全保障・国防会議副書記を務めた。なお、2015年2月17日から第一副書記となっている。
2019年12月20日、国家の防衛力強化のための提案を準備する省庁間作業部会の責任者に任命された。
2022年2月24日から2022年8月15日まで、ウクライナ国防大学校の参謀長兼副学長を務めた。
2022年8月16日よりウクライナ国防大学校学長を務めている。

## 階級
- 1999年8月20日、少将に昇進[9]。
- 2002年8月22日、中将に昇進。
- 2007年8月21日、上級大将に昇進[10]。

## 栄典
- ウクライナへの軍事貢献に対する勲章（ウクライナ語版） - 1998年11月23日[11]
- 祖国防衛者勲章（ウクライナ語版） - 1999年10月14日
- 功労勲章（ウクライナ語版）三等 - 2003年12月20日[12]
- 功労勲章二等 - 2011年8月23日[13]
- 功労勲章一等 - 2014年12月4日[14]
- ボフダン・フメリニツキー勲章三等 - 2016年12月2日[15]
- ボフダン・フメリニツキー勲章二等 - 2023年3月17日[16]